# Naotsugu Tanida
Naotsugu Tanida (jap. 谷田尚嗣, Tanida Naotsugu; * um 1965) ist ein ehemaliger japanischer Badmintonspieler. 

## Karriere
Naotsugu Tanida gewann 1986 seinen ersten nationalen Titel in Japan, wobei er im Mixed mit Kazuko Takamine erfolgreich war. 1988 und 1989 war er in dieser Disziplin erneut siegreich, diesmal jedoch mit Tokiko Hirota an seiner Seite.

## Sportliche Erfolge
| Saison | Veranstaltung                | Disziplin | Platz | Name                              |
| ------ | ---------------------------- | --------- | ----- | --------------------------------- |
| 1985   | Japan: Einzelmeisterschaften | Mixed     | 3     | Naotsugu Tanida / Kazuko Takamine |
| 1986   | Japan: Einzelmeisterschaften | Mixed     | 1     | Naotsugu Tanida / Kazuko Takamine |
| 1988   | Japan: Einzelmeisterschaften | Mixed     | 1     | Naotsugu Tanida / Tokiko Hirota   |
| 1989   | Japan: Einzelmeisterschaften | Mixed     | 1     | Naotsugu Tanida / Tokiko Hirota   |

## Referenzen
- Naotsugu Tanida beim Badminton-Weltverband

| Personendaten    | Personendaten                |
| ---------------- | ---------------------------- |
| NAME             | Tanida, Naotsugu             |
| ALTERNATIVNAMEN  | 谷田尚嗣                     |
| KURZBESCHREIBUNG | japanischer Badmintonspieler |
| GEBURTSDATUM     | um 1965                      |